# Culicoides bambusicola
Culicoides bambusicola är en tvåvingeart som beskrevs av Lutz 1913. Culicoides bambusicola ingår i släktet Culicoides och familjen svidknott. Inga underarter finns listade i Catalogue of Life.